# 노스웨스트 준주
노스웨스트 준주(영어: Northwest Territories, 프랑스어: Territoires du Nord-Ouest)는 캐나다 북부의 준주로, 주도는 옐로나이프이다.
노스웨스트 준주는 동쪽으로 누나부트 준주, 서쪽으로 유콘 준주, 남쪽으로 브리티시컬럼비아주·앨버타주·서스캐처원주와 접하고 있다.

## 언어
총 11개 언어를 공식어로 지정하고 있다. 하지만 법률 문서는 영어와 프랑스어만으로 제정한다. 정부의 전자문서는 대부분이 영어로만 되어 있다.

## 역사
1870년 7월 15일을 기해 허드슨 베이 회사의 소유권이 캐나다 연방 정부에 넘어가면서 매니토바주와 함께 캐나다에 편입되었다.
설립 당시에는 캐나다에서 면적이 가장 넓은 행정 구역이었지만 유콘 준주(1898년 6월 13일 설립), 서스캐처원 주, 앨버타 주(1905년 9월 1일 설립)가 설립되면서 면적이 점차 축소되었다. 1999년 4월 1일에는 누나부트 준주 지역이 노스웨스트 준주에서 분리되어 신설되었다. 현재 노스웨스트 준주는 옛 노스웨스트 준주의 서부를 차지하고 있다.

## 경제
노스웨스트 준주의 광물은 금, 금강석, 천연가스, 석유를 포함한다. BP는 노스웨스트 준주에서 석유를 뽑아내는 유일한 회사다. 노스웨스트 준주의 금강석은 블러드 다이아몬드의 대안으로 여겨진다. 세계에서 가장 큰 광물자원기업인 BHP와 리오 틴토는 노스웨스트 준주에서 금강석을 캐고 있다. 2010년 노스웨스트 준주는 리오 틴토의 전체 금강석 채취의 28.5%(390만 캐럿)과 BHP와 100%(305만 캐럿)를 차지한다.
2009년 노스웨스트 준주의 1인당 GDP는 76,000 캐나다 달러로 캐나다 모든 주 혹은 준주들 중 1인당 GDP가 가장 높았지만 광물채취감소와 새 광산이 개장하지 않아 공공 서비스가 쇠락하고 있고 2013년 11월에서 2014년 11월 사이 1,200명이 실직했다.